# Ordre des Clercs réguliers pour les malades
Pour les articles homonymes, voir Clerc.
L'ordre des Clercs réguliers pour les Malades ou ordre des Clercs réguliers Ministres des Infirmes a été fondé par saint Camille de Lellis (1550-1614) à Rome pour soigner les malades dans les hôpitaux, d'où le nom de Camilliens qui leur est donné. Camille de Lellis était infirmier et, devant la situation lamentable des malades dans les hôpitaux, a voulu venir en aide efficacement aux malades en fondant cet ordre en 1582 qui compte des prêtres et des frères.

## L'ordre aujourd'hui

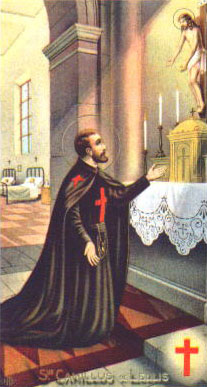
Saint Camille portant l'habit à la croix pectorale rouge des Camilliens.

Actuellement, l’ordre est présent dans une trentaine de pays des cinq continents ; il y a treize provinces, une trentaine de Missions; les religieux sont environ 1.050, répartis dans 200 maisons.
Partout, les camilliens exercent leur ministère d’assistance des malades, dans les formes et selon les modalités que le développement de notre société moderne comporte, en réponse aux exigences toujours nouvelles du monde de la santé et aux besoins de l’homme.
Ils se consacrent à l’assistance spirituelle dans de nombreux établissements de soin, publics et privés, ainsi qu’à l’animation de la pastorale de la santé dans les églises locales.
Au cours de ce siècle, l’ordre a créé des œuvres propres pour le soin des malades en général et des malades de certaines catégories particulières: personnes âgées et enfants, tuberculeux et lépreux, anciens toxicomanes et malades du sida.
On a créé des écoles pour infirmiers professionnels et des centres de Pastorale de la Santé, en vue de la formation du personnel médical et de la préparation des agents pastoraux de la santé. Il y a lieu de signaler particulièrement l’Institut International de Théologie de la Pastorale de la Santé, appelé Camillianum, fondé en 1984, à Rome.

## Organisation

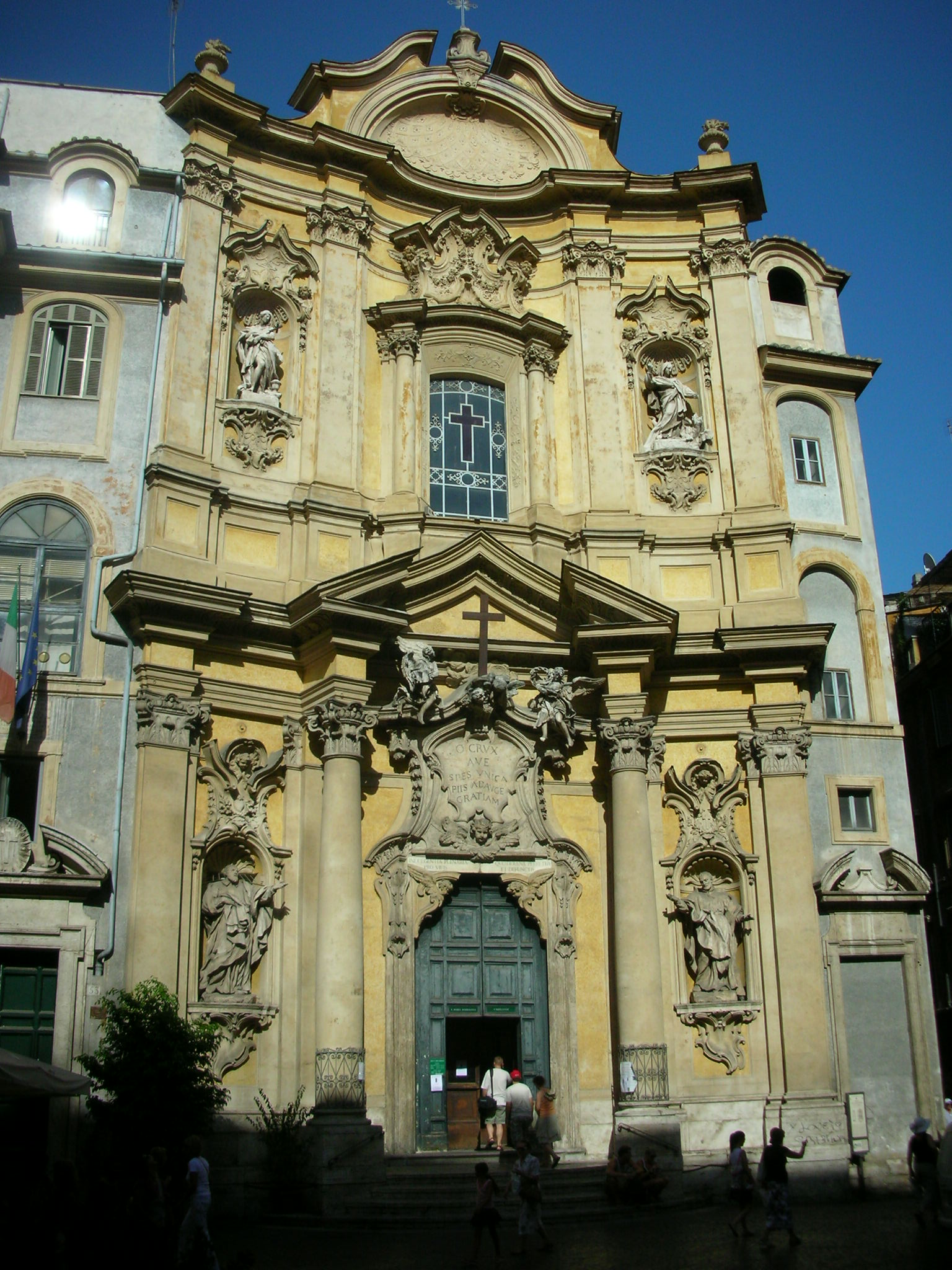
L'église Sainte-Marie-Madeleine, siège de la curie générale de l’ordre et lieu de la sépulture de Camille de Lellis.

La maison généralice de l'ordre est située à Rome⁴.
L'ordre est organisé en provinces, certaines d'entre elles ayant sous sa responsabilité des délégations et des fondations :
- Europe :
  - Province lombardo-vénétienne
  - Province piémontaise[2]
  - Province romaine[3]
  - Province sicilo-napolitaine
  - Province anglo-irlandaise
  - Province autrichienne
  - Province française[4]
  - Province polonaise
  - Province espagnole
  - Province allemande[5]
  - Province néerlandaise
- Amérique :
  - Province nord-américaine[6]
  - Province brésilienne[7]
- Asie :
  - Province extrême-orientale

## Autres institutions camilliennes
Plusieurs instituts religieux féminins ont été créés sur les bases de la spiritualité camillienne :
- Sœurs camilliennes du Tiers-Ordre, fondées en 1700,
- Sœurs Servantes des Malades, fondées en 1819 par Maria Domenica Bruni Barbantini,
- Filles de Saint Camille, fondées en 1896[8],
- Missionnaires des Malades, institut séculier fondé dans les années 1930 par Germana Sommaruga.
- La Famille Camillienne est une association de laïcs de spiritualité camillienne au service de malades.

## Armoiries de l'ordre
Les armes de l'ordre sont : « D'argent, à une croix haute et rayonnante de gueules » avec une couronne ducale.